# Templo de Río de Janeiro
El templo de Río de Janeiro es uno de los templos construidos y operados por la la Iglesia de Jesucristo de los Santos de los Últimos Días, el número 171 en operaciones continuas por la iglesia y el octavo templo SUD construido en Brasil, ubicado en la colonia Barra da Tijuca de la ciudad brasileña de Río de Janeiro. Antes de la construcción del templo en la ciudad de Río de Janeiro, los fieles de la región asistían al Templo de Campinas, a unos 500 kilómetros (310,7 mi) por carretera al este.
Ubicado a una altitud de 3 metros (9,8 pies) sobre el nivel del mar, el templo de Fortaleza es uno de los templos de su tipo construidos a menor elevación en el mundo.

## Construcción
La construcción del templo en Río fue anunciado por el entonces presidente de la iglesia SUD Thomas S. Monson durante la conferencia general de la iglesia el 6 de abril de 2013. El Templo de Cedar City en el estado estadounidense de Utah fue anunciado ese mismo día. 
El evento relacionado con la ceremonia de la primera palada fue anunciado en una carta a las autoridades locales de Brasil. La ceremonia, que incluye una oración dedicatoria del lugar de construcción, tuvo lugar el 4 de marzo de 2017, presidida por Claudio R. M. Costa junto a otros líderes locales de la iglesia. Adjunto al comunicado de prensa que anunciaba la ceremonia de la primera palada, la iglesia presentó una versión oficial del edificio y su ubicación en un terreno a orillas de la Avenida das Americas a un costado del campo olímpico de Golf de Río.